# Bob Gantt
Robert Melvin Gantt jr., detto Bob (Durham, 22 giugno 1922 – Waynesville, 25 ottobre 1994), è stato un cestista statunitense, professionista nella BAA.